# 2022年12月中國大陸

## 12月1日
- 已故中共中央总书记江泽民的起灵仪式在上海华东医院告别室举行，运输遗体的专机降落北京，时任中共中央总书记习近平等党和国家领导人到场迎灵。[1]
- 南京公布当地生物多样性本底调查结果，共包含2530种物种。[2]

## 12月6日
- 中国共产党已故第三代领导核心、前中共中央总书记江泽民的追悼大会在北京举行，中共中央总书记习近平等党和国家领导人出席大会[3]。

## 12月7日
- 國務院聯防聯控機制發布「新十条」，結束三年清零政策走向與病毒共存[4]。

## 12月13日
- 天津市南開大學學生向自由亞洲電台透露，該大學哲學院講師吳亞楠因支持抗議的學生，校方以核酸檢測為由強制將其送至天津聖安精神醫院[5]。

## 12月24日
- 13時40分許，新疆伊犁哈薩克自治州伊寧縣西部黃金伊犁有限責任公司（原名新疆阿希金礦）的一座金礦發生坍塌事故，當時共有40名礦工在井下作業，其中22人獲救，但仍有18人受困於礦坑內。目前仍在進行救援行動[6][7]。

## 12月26日
- 国家卫健委发布《关于对新型冠状病毒感染实施“乙类乙管”的总体方案》，提出取消针对入境人员的全员核酸检测和集中隔离，入境人士只需在出发前48小时进行核酸检测[8]。

## 12月28日
- 河南省郑州市郑新黄河大桥发生多车连环相撞交通事故，約200多辆车相撞，已致1人死亡[9]。